# The English International School of Padua
The English International School of Padua (EISP) ist eine private, unabhängige internationale Schule in Padua in Italien. Schüler, beginnend ab Vorschulalter bis zur 12. Klasse können sich anmelden und werden in drei Stufen eingeteilt:
- Vorschule 3–6
- Grundschule 6–11
- Sekundarschule 11–18

Der Lehrplan basiert bis zur 8. Klasse auf dem italienischen und dem britischen Lehrplan und in den 9. und 10. Klassen auf dem IGCSE-Programm. Zertifiziert von Cambridge International Examinations. In den letzten zwei Jahren werden die Schüler auf das International Baccalaureate Diploma (IB) vorbereitet. Die EISP ist eine IB-Weltschule und Mitglied der ECIS. Sie ist auch für die Durchführung von SAT-Prüfungen qualifiziert.